# Pharta
Pharta Thorell, 1891 è un genere di ragni appartenente alla famiglia Thomisidae.

## Distribuzione
Le sette specie note di questo genere sono state rinvenute in Asia orientale e sudorientale

## Tassonomia
Ritenuto sinonimo anteriore di Sanmenia Song & Kim, 1992, a seguito di analisi effettuate sugli esemplari-tipo di Cupa zhengi Ono & Song, 1986 dall'aracnologo Benjamin nel 2011.
Non sono stati esaminati esemplari di questo genere dal 2014.
A dicembre 2014, si compone di sette specie:
- Pharta bimaculata Thorell, 1891[2] — Malesia, Singapore
- Pharta brevipalpus (Simon, 1903) — Cina, Vietnam, isole Ryukyu
- Pharta gongshan (Yang, Zhu & Song, 2006) — Cina
- Pharta koponeni Benjamin, 2014 — Thailandia
- Pharta nigra (Tang, Griswold & Peng, 2009) — Birmania
- Pharta sudmannorum Benjamin, 2014 — Borneo
- Pharta tengchong (Tang, Griswold & Peng, 2009) — Cina

### Sinonimi
- Pharta kohi (Ono, 1995); posta in sinonimia con P. bimaculata Thorell, 1891 a seguito di un lavoro di Benjamin del 2011[1].
- Pharta zhengi (Ono & Song, 1986); posta in sinonimia con P. brevipalpus (Simon, 1903) a seguito di un lavoro di Benjamin del 2011[1].